# Válka v Abcházii (1992–1993)
Válka v Abcházii (1992–1993) byl válečný konflikt mezi gruzínskými vládními vojenskými jednotkami a abchazskými separatisty, které podporovali Rusové a militanti ze Severního Kavkazu. Do bojů se zapojili Gruzínci žijící v Abcházii na straně vládních vojsk, zatímco místní Rusové a Arméni podpořili Abchazy. V průběhu války si Abchazové zajistili podporu několika tisíc severokavkazských či kavkazských militantů a též ruských vojenských jednotek, které se nacházely na území Abcházie nebo blízko hranic. Tato válka byla vrcholem gruzínsko-abchazského konfliktu, který je doposud nevyřešený.
Průběh války byl navíc vyostřen kvůli probíhající občanské válce v západní Gruzii mezi příznivci nedávno sesazeného prezidenta Zviada Gamsachurdii a novou vládou pučistů v čele s Eduardem Ševardnadzem, také kvůli gruzínsko-osetskému konfliktu, jenž probíhal již od roku 1989, a kvůli všeobecnému nárůstu nacionalismu v době rozpadu SSSR. Během bojů docházelo k masakrům, k násilí na civilistech a k dalším válečným zločinům, a to všemi bojujícími stranami. K nejhoršímu krveprolití došlo až v závěru války dne 27. září 1993 při masakru v Suchumi. Dle Organizace pro bezpečnost a spolupráci v Evropě následovaly v Abcházii etnické čistky namířené proti gruzínskému obyvatelstvu. Tyto zločiny vyšetřovala mise v říjnu 1993, kterou nařídil Generální tajemník OSN Butrus Butrus-Ghálí a odhalila četné a závažné případy porušování lidských práv jak Abchazy, tak Gruzíny.
Vítězem války byla nakonec Abcházie, jež získala nezávislost, ačkoliv ji žádný stát na světě tehdy neuznal. Válka těžce dolehla na Gruzii, jež se musela vyrovnat s uprchlickou krizí, s tvrdými dopady války na ekonomiku a na tamní veřejnost celkově, a také se ztrátami území, kterým vládla od té doby jen de iure. Abcházie vyšla ze všech bojů rovněž zpustošená.

## Pozadí a příčiny
Již v průběhu 80. let byla situace v tehdejší Abchazské autonomní sovětské socialistické republice napjatá a vyostřená a sílily hlasy volající po odtržení Abcházie od Gruzie. Abchazská inteligence v roce 1989 sepsala v obci Lychny na velkém shromáždění oficiálně petici moskevské vládě na vytvoření Abchazské sovětské socialistické republiky, nezávislé na Gruzii, a tuto deklaraci podepsal rektor Suchumské státní univerzity. Tento krok vyvolal masové bouře ze strany Gruzínců žijících v Abcházii, kteří zde tvořili téměř polovinu obyvatelstva Ačkoliv nebylo této žádosti sovětským vedením vyhověno, zůstávali Abchazové loajální vůči sovětské moci. Gruzíni naopak v téže době pořádali v Tbilisi akce, jež přerostly v protisovětské demonstrace, jež byly 9. dubna 1989 složkami sovětské armády krvavě potlačeny. V průběhu této demonstrace též zazněly protiabchazské hlasy a Abchazové to vnímali jako vážnou hrozbu pro své postavení v rámci sovětské Gruzie.
Napětí v Abcházii proto rostlo a vyvrcholilo 16. červenci v ozbrojený střet následkem sporů o založení pobočky Gruzínské státní univerzity v Suchumi vyčleněním gruzínské sekce z Abchazské státní univerzity, kdy bylo zabito nejméně 17 osob a dalších 448 bylo zraněno, z toho 302 bylo Gruzínců.. Pořádek nastolila až sovětská armáda, nastolením stanného práva a obvinila extrémisty z obou táborů ze vzájemné provokace.
V roce 1990 se situace v Abcházii relativně uklidnila, avšak nevraživost Abchazů a Gruzínců přetrvávala. Projevovala se například legislativními válkami a segregací zájmových spolků dle národnosti. V té době nemohla pomoci etnický konflikt vyřešit ani ústřední moc, jež se potýkala s rozpadem Sovětského svazu. Změny přinesla v dubnu 1991 vyhlášená nezávislost Gruzie, jejímž prvním prezidentem se stal nacionalista Zviad Gamsachurdia. Konaly se první svobodné volby, kdy byly pro Nejvyšší sovět Abchazské ASSR nastaveny národnostní kvóty, výrazně ve prospěch Abchazů. Ty však nereflektovaly tehdejší národnostní složení: Abchazové získali 28 křesel z 65 (17 % populace), Gruzínci 26 mandátů (45 %) a zbylých 11 křesel získali Rusové a zástupci ostatních národností (38 %). Takovéto rozdělení na dvě dominantní frakce prohloubilo národnostní spory.
Do čela Abcházie se již o rok dříve dostal Vladislav Ardzinba, pod jehož vedením se země potichu připravovala na další fázi konfliktu. V lednu 1992 došlo k puči v Tbilisi a nastoupila nová moc v čele s Eduardem Ševardnadzem. Gruzie přijala ústavu z roku 1921, která nepočítala s existencí autonomních republik, a tak nové napětí vyvrcholilo v červnu 1992 útokem abchazských demonstrantů a militantů na vládní budovy v Suchumi. Abchazská vláda reagovala dne 23. července 1992 jednostranným vyhlášením nezávislosti na Gruzii a prozatímně obnovila abchazskou ústavu z roku 1925. Nezávislost tehdy nebyla uznána žádným státem z mezinárodního společenství. O pár týdnů později vypukla válka.

## Průběh války

### Gruzínská ofenzíva (srpen–září 1992)

Průběh válečných událostí v srpnu až říjnu 1992.

Po nastolení režimu Eduarda Ševardnadzeho se Gamsachurdiovi příznivci (Zviadovci) stáhli z Tbilisi do západní Gruzie, kde následně vypukla občanská válka. Dne 14. srpna 1992 vyslal šéf gruzínské obrany Tengiz Kitovani do akce policejní jednotky a také jednotky Národní gardy o počtu zhruba 3 tisíc mužů, aby na západě nastolila pořádek a obnovila kontrolu nad Abcházií, jež vyhlásila nezávislost. Tyto jednotky byly doplněny zločinci propuštěnými z vězení pod podmínkou, že budou bojovat v Abcházii. Ještě téhož dne se rozhořely urputné boje v ulicích Suchumi. Jednotka čítající tisíc policistů ve zbrani totiž zaútočila směrem od Gali na Suchumi. Jako první obsadili letiště Suchumi-Babušara. Poté uvalili informační embargo na novináře a během poledne vtrhli do města. Následovaly je gruzínské tanky a pěchotní vozidla, které použili v ulicích proti abchazským militantům, schovaných za barikádami a vyzbrojených Molotovy koktejly a samopaly. Následovala dělostřelba na pozice Abchazů ve městě. Gruzínské jednotky brzy obsadily i velkou část střední a východní Abcházie. 18. srpna 1992 bylo Suchumi gruzínskými jednotkami dobyto. Separatistická vláda pod vedením předsedy abchazského nejvyššího sovětu Vladislava Ardzinby rozhodla o stažení se do Gudauty, kde vyhlásil všeobecnou mobilizaci a začal volat o pomoc.
Na tuto situaci zareagovala Konfederace kavkazských národů ze Severního Kavkazu, která se 19. srpna sešla v Grozném a otevřeně vyhlásila pomoc Abcházii a nepřátelství vůči Gruzii. 22. srpna uveřejnila Konfederace kavkazských národů dekret jejího prezidenta Musy Šanibova a předsedy jejich parlamentu Jusupa Soslanbekova, který zněl:
„Jelikož není jiná možnost, jak vyhnat vojsko gruzínských okupantů z území nezávislé Abcházie, a aby došlo k realizaci usnesení 10. jednání parlamentu Konfederace kavkazských národů, nařizujeme tímto:
1. Všechny štáby Konfederace zabezpečí vyslání dobrovolníků na území Abcházie, aby zničili agresora vojensky.
2. Všechny vojenské jednotky Konfederace musí provést vojenské akce proti jakýmkoliv silám, jež se jim postaví, a pokusí se dostat na území Abcházie jakýmkoliv způsobem.
3. Vyhlásit Tbilisi zónou katastrofy. Proti městu využít všech metod, včetně teroristických aktů.
4. Vyhlásit všechny osoby gruzínské národnosti přítomné na území Konfederace jako rukojmí.
5. Zadržet veškerý náklad směřující do Gruzie a přerušit všechny možnosti jejich přesunu.“
25. srpna oznámil velitel gruzínských vojsk, vyslaných do Suchumi, Giorgi Karkarašvili přes televizi, že gruzínské jednotky nebudou brát žádné válečné zajatce. Přislíbil, že mírumilovným obyvatelům Abcházie nebude ublíženo, a uskuteční se mírové rozhovory. Separatisty varoval, že pokud jednání o míru ztroskotají a pokud bude zabito sto tisíc Gruzínů, zahyne všech zbývajících 97 tisíc etnických Abchazů, podporujích Ardzinbu. Karkarašvili později vyhrožoval Ardzinbovi, aby se vyvaroval jakýchkoliv akcí, kterými by měly za následek ztrátu potomků abchazského národa. Na Ardzinbu tak přesunul zodpovědnost za jejich případnou budoucí smrt. Tyto výroky později využili separatisté pro potřeby své propagandy a pro ospravedlnění svých vlastních skutků.
Během této fáze bojů došlo k etnickým čistkám, které provázely krutosti na obou stranách. Abchazové byli vyháněni z míst pod gruzínskou kontrolou a Gruzíni byli vyháněni z míst ovládaných abchazskými separatisty. Časté byly loupeže, rabování či únosy a jiné druhy násilí včetně vražd. V Suchumi páchala gruzínská vojska, k nimž se přidaly milice Mchedrioni, tyto zločiny na etnickém základu, dle výpovědí vyháněných abchazských obyvatel často pod vlivem alkoholu. Terčem útoků se staly i abchazské kulturní památky. Gruzínci vyplenili budovy Abchazské státní univerzity, abchazského muzea a další místa. Budova abchazského národního archivu byla skupinou mladých gruzínských vojáků podpálena. Okolní obyvatelé všech národností (včetně Gruzínů) požár uhasili, ale vojáci se pak vrátili, rozehnali obyvatele střelbou, polili budovu kerosinem a znovu ji zapálili. Budova zcela vyhořela a nenávratně bylo zničeno 95 % všech písemností, dokumentů a nahrávek.
Do konce srpna ovládla Gruzie většinu území Abcházie. Abchazové se ocitli obklíčení ze západu i východu v okrese Gudauta, a v severovýchodní části okresu Očamčyra v Tkvarčeli a okolí. V Gudautě byla umístěna ruská letecká základna, což bylo pro budoucí vývoj války klíčové. Zde totiž Abchazové oficiálně požádali o pomoc Rusko. Ruská armáda reagovala prohlášením odsuzující gruzínskou agresi, zatímco prezident Boris Jelcin se k záležitosti postavil neutrálně a na začátku září uspořádal v Moskvě setkání mezi Ševardnadzem a Ardzinbou. 3. září bylo sjednáno příměří, na základě kterého se měla gruzínská vojska stáhnout z okresu Gagra, nejzápadnějšího okresu v Abcházii, a Abchazové měli zařídit odchod severokavkazských dobrovolníků domů. K dojednání nejdůležitějšího bodu smlouvy, který měl definitivně vyjasnit vztah Gruzie k Abchazům, však nedošlo. Zatímco Gruzie svou část dohody o příměří plnila, Abchazové nikoliv.

### Operace Gagra (říjen 1992)
Po stažení těžké techniky gruzínské armády z Gagry se ocitli Gruzínci v okrese Gagry bezbranní, a tak Abchazové porušili příměří a obnovili boje. Tentokrát plně zasáhli i severokavkazští bojovníci, podporovaní kozáckými oddíly z Kubáně. Nejpočetnější byli Čečenci, v jejichž řadách bojoval i tehdy ještě neznámý bojovník Šamil Basajev. Bitva o Gagru se uskutečnila 1. až 6. října 1992. Město na pobřeží Černého moře bylo gruzínskou armádou obsazeno již v průběhu bojů o Suchumi, když se zde vylodila. Zdejší posádka zde po podepsání příměří sice nebyla příliš početná, ale byla pořád dobře vyzbrojená. Vojsku složeném z abchazských separatistů, dobrovolníků Konfederace kavkazských národů a Kozáků velel Šamil Basajev a byl úspěšný. Separatisté byli tentokrát vyzbrojeni podstatně lépe než při bitvě o Suchumi, a nasadili tanky T-72, raketomety BM-21 Grad, útočné stíhačky Suchoj Su-25 a helikoptéry. Ševardnadze před bitvou obvinil Rusko z pomoci separatistům, neboť předtím touto výzbrojí Abchazové nedisponovali.
Zdejší malá skupina gruzínských vojsk nejprve bránila město, poté se stáhla do centra a po přeskupení útočníky vytlačila z města do okolních zalesněných hor. 2. října zaútočili separatisté znovu, zatímco Rusové zahájili námořní blokádu Gagry, kterým velel první náměstek ruského ministra obrany Michail Kolesnikov. Jeho jednotka měla asistovat v obsazení Gagry separatisty a ruský tanker „Don“ mezitím dodal separatistům v Gudautě 420 tun paliv.
Během bojů prchali gruzínští civilisté i vojáci na severozápad směrem k ruským hranicím, odkud je Rusové přepravili do Gruzie, nebo se nechali ruskými loděmi zapojených do blokády evakuovat po moři. Gruzíni, kteří během bitvy neuprchli, byli vyhnáni z domovů násilím nebo byli povražděni, často z pomsty za události v Suchumi před více než měsícem. Celkem jich bylo ubito 429. Čečenští militanti jich zhruba sto popravili na gagrském stadionu, usekávali jim hlavy, s kterými tam pak hráli fotbal místo míče. V Gagře byl dopaden i vlivný gruzínský politik Michail Džinčaradze, místopředseda Nejvyšší rady Abcházie, jehož Abchazové nakonec zabili poslední ranou z milosti.
Předseda gruzínského parlamentu Eduard Ševardnadze reagoval na bitvu o Gagru a zejména na zprávy o napomáhání Ruska separatistům pozastavením vyjednávání o statutu Abcházie. Tyto skutky, které označil za vměšováním Ruska do vnitřních záležitostí Gruzie, vedly k prudkému zhoršení rusko-gruzínských vztahů. Rusko dle svých slov pouze evakuovalo 12 tisíc svých civilistů z oblasti bojů a na toto obvinění reagovalo prohlášením, že ofenzíva Gruzie směrem ke Gudautě a překročení řeky Gumisty budou považovány za nepřátelský akt. Do konce roku 1992 Abchazové získali zpět většinu území na západ od Suchumi.

### Obrana Tkvarčeli (1992)

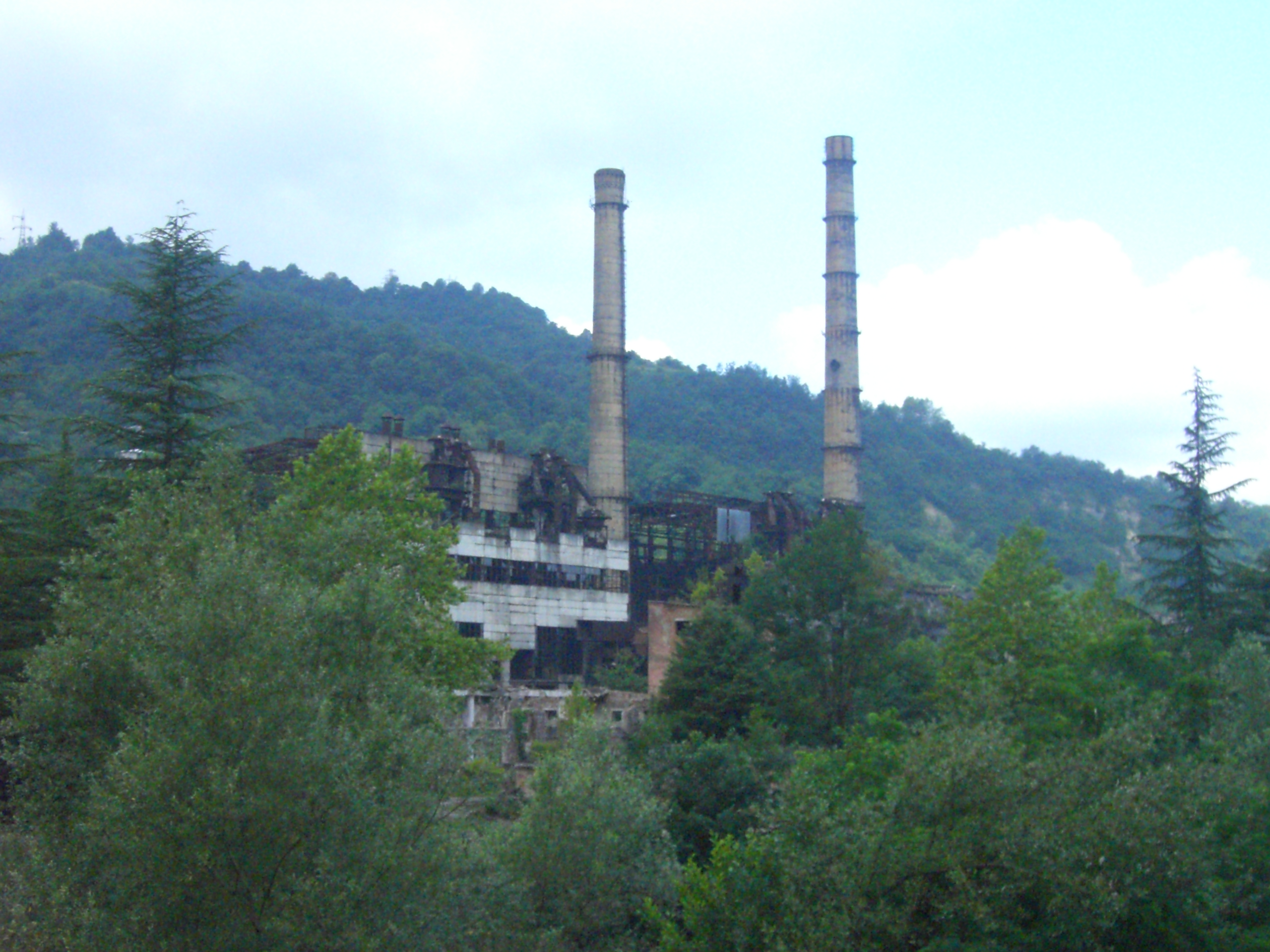
Pohled na tkvarčalskou elektrárnu, zničenou gruzínským ostřelováním

Tkvarčeli bylo hornické město v odlehlé části východní Abcházie, sevřené v horském údolí, kde téměř polovinu z téměř 22 tisíc obyvatel tvořili Abchazové a další dvě čtvrtiny Rusové a Gruzínci. S vypuknutím války v srpnu 1992 zdejší Gruzíni uprchli, zatímco Abchazové utvořili partyzánské oddíly a vedle Gudauty se stalo druhým centrem protigruzínského odporu. Gruzínci v průběhu srpna a září obsazovali pobřežní oblasti, ale na Tkvarčeli zaměřili svou pozornost až v říjnu po bitvě o Gagru. Gruzínská armáda zaujala v okolí města pozice a zahájila blokádu s ostřelováním. Jedním z hlavních cílů ostřelování byla tkvarčalská elektrárna, jež přestala vyrábět elektřinu a na více než jeden rok bylo město i okolí odstřiženo od elektrické energie. V celé oblasti pod kontrolou abchazských partyzánů vypukla vážná humanitární krize.
Tu pomohlo zmírnit ruské vojsko, jež zde nechtělo nechat napospas svou početnou diasporu. Ruské letectvo proto poskytovalo obleženému městu Tkvarčeli helikoptérami jak humanitární, tak vojenskou pomoc. Provádělo evakuaci civilistů a pomohlo abchazským partyzánům přepravou bojovníků do města, aby se zapojili do bojů. Gruzínci odpověděli zintenzivněním ostřelování města a útočili na veškeré cíle bez rozdílu, zejména po ztroskotání další fáze vyjednávání o míru na začátku prosince 1992, kdy gruzínský parlament zároveň přijal usnesení o zavedení stanného práva v jimi kontrolovaných částech Abcházie. Kvůli tomu muselo Rusko pozastavit svou pomoc a hledalo cesty, jak k obleženým separatistům obnovit letecký most. Jeden neúspěšný pokus se odehrál 14. prosince 1992, když byla zasažena ruská helikoptéra Mi-8 s uprchlíky na palubě a zahynulo přes padesát osob, včetně 25 abchazských dětí. Ačkoliv gruzínské úřady popřely odpovědnost za toto sestřelení, panovalo přesvědčení, že na vrtulník zaútočili Gruzínci. 16. prosince požádala gruzínská vláda Rusko, aby své lidi evakuovali z Abcházie jinými cestami než letecky, například přes moře, a také aby omezilo výrazně počet letů do Gudauty na svou leteckou základnu.

### Boje na gumistské frontě a vyjednávání (1993)
V prosinci 1992 zahájili abchazští separatisté ostřelování Suchumi, které ovládala gruzínská vojska, kdy docházelo k materiálním škodám ve městě i v obcích v okolí abchazské metropole. Dne 4. března 1993 dorazil do Suchumi hlava Gruzie Eduard Ševardnadze, aby osobně řídil obranu města. Vydal rozkaz vyřešit obranu okresů Očamčyra a Suchumi, neboť Abchazové jejich spojenci posilovali dle aktuálních informací své pozice v Gudautě i podél řeky Gumisty, aby zaútočili na Suchumi a uvrhli celou Gruzii do chaosu.
V průběhu jeho pobytu ve městě došlo i k vyjednávání mezi Abchazy a Gruzíny, které vedl abchazský ministr hospodářství Beslan Kobachija a státní ministr Gruzie pro abchazské záležitosti Goga Chaindrava. Dle Kobachiji byl vůdce separatistů Vladislav Ardzinba připraven odstoupit v případě, že Ševardnadze učiní totéž. Dále, že nenařídil krveprolití a rabování v Gagře, a poznamenal, že Abcházie nikdy neprovedla deklaraci své nezávislosti oficiálně. Mezitím ale parlament Gruzie přijal deklaraci, v níž oficiálně obvinil Rusko z agrese vůči Gruzii a žádal, aby stáhlo všechna svá vojska z celého území Abcházie.
Brzy ráno dne 16. března 1993 zahájili separatisté útok na Suchumi, jehož výsledkem byly značné materiální škody a mnoho mrtvých civilistů. Abchazové též zahájili dělostřelbu gruzínských vojenských posádek podél řeky Gumisty a v Suchumi. Později v tentýž den provedlo několik stíhaček Suchoj Su-25 nálet na Suchumi a další následující den. Následně speciální ruský výsadek vedl bojovou operaci po boku Abchazů a jejich spojenců přes řeku Gumistu, kde obsadili část obce Ačadara, než jejich postup zastavila gruzínská vojska a zahnala je zpět. Nevyužili tak zhoršující se situaci v západní Gruzii, kde nadále pokračovala občanská válka, která se zde touto dobou vyostřila, neboť se do Gruzie tajně vrátil exprezident Gamsachurdia.
Dne 14. května bylo vyjednáno zásluhou ruského diplomata Borise Pastuchova další příměří, které zahrnovalo závazek k účasti na mírové konferenci pod dohledem OSN, která měla od Rusů převzít úlohu vyjednávání o míru. Vyslancem generálního tajemníka OSN se stal Eduard Brunner. Abchazská strana se však jednání nezúčastnila a dohodu podepsal jen Jelcin s Ševardnadzem. Do července tak byly boje opět obnoveny. 2. července připlula ruská válečná loď k abchazskému pobřeží poblíž vesnice Tamyš a zapojila se do zuřivé bitvy proti tamním gruzínským ozbrojeným složkám. Tato bitva patřila k nejkrvavějším v celé válce, neboť na obou stranách byly stovky mrtvých a další stovky raněných. Gruzínci při bitvě dokázali uhájit své pozice.
V červenci pak abchazští separatisté a jejich spojenci za asistence Rusů obsadili obce, Achalšeni, Guma a Kamani severně od Suchumi. Nejtěžší boje svedli o Kamani, neboť se tam nacházela posádka Gruzínské národní gardy a batalionu tvořeného gruzínskými dobrovolníky. Bitva trvala několik hodin a vesnice nakonec padla. Následující dva dny Abchazové systematicky mučili, znásilňovali a vyvražďovali obyvatelstvo Kamani. V nedalekém ženském klášteře znásilnili zdejší jeptišky a pak je vraždili před zraky zdejších kněžích, které poté podrobili výslechu o tom, komu patří země Abcházie, a nakonec je vyvedli ven a také je zavraždili. V průběhu masakru zahynulo 120 Gruzínců.
Tímto vítězstvím si abchazští separatisté zajistili téměř všechny strategické výškové body v okolí Suchumi. Krátce poté rezignoval předseda gruzínské rady obrany Abcházie Tamaz Nadareišvili ze zdravotních důvodů a nahradil ho poslanec Žiuli Šartava. V průběhu bojů se o situaci svých diaspor v Abcházii začaly zajímat jejich mateřské země. 15. srpna zorganizovalo Řecko humanitární operaci Zlaté rouno, během níž evakuovalo 1015 etnických Řeků, kteří nestačili uprchnout včas z válečné zóny a uvízli zde. Podobně došlo k evakuaci 170 Estonců třemi letadly, které vypravilo do Abcházie Estonsko ještě v roce 1992. Dle jiných zdrojů bylo evakuovaných Estonců celkem 400..
Situace nebyla pro Gruzii příznivá, a tak byl Ševardnadze nucen zasednout k jednacímu stolu přímo se separatisty v ruském Soči, kde byla podepsána 27. července 1993 dohoda o stažení gruzínských vojsk a kavkazských jednotek z Abcházie s tím, že se tak mělo stát do 15 dnů. Dále mělo být obnoveno hlavní město Abcházie Suchumi a na mír v celém regionu měly dohlížet mírové jednotky s mandátem OSN podle rezoluce Rada bezpečnosti OSN č. 858 z 24. srpna 1993.

### Masakr v Suchumi (září 1993)

Průběh závěrečné fáze války

Abchazové i přes podpis smlouvy nadále zbrojili a 16. září 1993 zahájili další mohutnou ofenzívu proti nepřipraveným Gruzíncům v Suchumi. Abchazové oficiálně argumentovali neplněním dohod ze Soči ze strany Gruzie, ale ve skutečnosti vycítili jedinečnou příležitost, jak se Gruzínců zbavit, protože gruzínská armáda byla již dost oslabená a v Rusku vypukla vleklá politická krize, která umožnila ruské armádě provádět na Kavkazu, co chce, takže mohla pomoci Abchazům v boji s Gruzínci.[zdroj⁠?!] Po deseti dnech tuhých bojů bylo Suchumi 27. září dobyto a gruzínská armáda byla zatlačena až za řeku Inguri. Zároveň začal Zviad Gamsachurdia svůj ozbrojený odboj vůči Ševardnadzemu v kraji Samegrelo na západě Gruzie a jeho příznivci obsadili přístav Poti a klíčový železniční uzel v Samtredii, takže Tbilisi zůstalo odříznuté od moře. Gruzínské jednotky v Abcházii se musely vzdát a odevzdat zbraně Gamsachurdiovi.
Jakmile v Suchumi převzali vládu opět Abchazové, začal tzv. Masakr v Suchumi, který trval dva týdny. Severokavkazské jednotky spolu s abchazskými začaly pod dojmem vítězství ničit gruzínské části města a vyvražďovat obyvatelstvo gruzínského původu po celé Abcházii. Jenom v Suchumi bylo zavražděno v rámci těchto etnických čistek až 10 000 lidí a zbytek uprchl přes Kodorskou soutěsku do Mingrelie, Tbilisi nebo Ruska. Během této doby bylo v Suchumi Abchazskou armádou zajato několik abchazských politiků loajálních Gruzíncům jak abchazské, tak gruzínské národnosti. Všichni byli pravděpodobně mučeni a následně popraveni, včetně Žiuliho Šartavy, hlavy Abchazské autonomní republiky. Tyto všechny události vedly k přijmutí Rezoluce Rady bezpečnosti OSN č. 876 ze dne 19. října 1993 odsuzující porušení mírové dohody ze Soči a velmi ostře odsuzující etnické čistky, které prováděla Abchazská armáda. Kvůli tomu se několikrát sešla i Organizace pro bezpečnost a spolupráci v Evropě (OSCE) v Budapešti, Lisabonu a Istanbulu. Rusko přistoupilo k totální blokádě Abcházie a přerušení dodávek elektřiny.

### Mír
Zvláštní vyslanec OSN Eduard Brunner svolal jednání o míru do Ženevy, kde měly proběhnout gruzínsko-abchazské rozhovory. Dospělo se k dohodě, podle které obě strany souhlasily s umístěním ruských jednotek na hranicích Abcházie s Gruzií podél řeky Inguri pod přísným dohledem OSN a na základě mandátu SNS. Tím byla válka z let 1992–1993 ukončena. Abcházie tuto smlouvu považovala za uhájení své nezávislosti a vítězství. V květnu 1994 byla uzavřena další dohoda upřesňující podmínky pobytu ruských vojsk u řeky Inguri. 4. prosince byla přijatá společná gruzínsko-abchazská Deklarace o opatřeních k politickému urovnání gruzínsko-abcházského konfliktu, která vyjadřovala přání obou stran nastolit pořádek a obnovit zemi. Abchazská strana se konečně ze strany Gruzie dočkala uznání práva na existenci autonomní republiky, vlastní ústavy a státnosti. Abchazové se zase museli vzdát myšlenky úplné nezávislosti a do společné kompetence zařadit zahraniční politiku, energetiku, dopravu, ekologii, občanská a lidská práva a práva národnostních menšin. Součástí deklarace byl i závazek Abchazů, že umožní bezpečný návrat domů všem válečným uprchlíkům. Do Abcházie se ale po válce vrátilo už jen málo Gruzínců. Tuto deklaraci podepsali představitelé obou znepřátelených stran, Ruska, OSN a OBSE.